# Schoenoplectiella juncea
Schoenoplectiella juncea är en halvgräsart som först beskrevs av Carl Ludwig von Willdenow, och fick sitt nu gällande namn av Kaare Arnstein Lye. Schoenoplectiella juncea ingår i släktet Schoenoplectiella och familjen halvgräs. IUCN kategoriserar arten globalt som livskraftig. Inga underarter finns listade i Catalogue of Life.